# Elchonon Wasserman
Pour les articles homonymes, voir Wasserman.
Elchonon Bunim Wasserman (Biržai, 5 janvier 1875-Kovno, 6 juillet 1941) (hébreu: אלחנן וסרמן) est  un rabbin  lituanien. Disciple du Hafetz Hayim  et talmudiste de renom, il est connu pour son opposition à toutes formes de sionisme.

## Éléments biographiques
Elchonon Wasserman est né le 5 janvier 1875 à Biržai, en Lituanie (alors dans l'Empire russe).
Il est le fils de Naftali Bienes Wasserman (né vers 1845 à Riga, en Lettonie et mort en 1910 à Bauska (Boisk), en Lettonie) et de Sheine Rochle Ostrov (née vers 1846, à Biržai, en Lituanie et morte le 15 décembre 1911 à Pumpėnai, en Lituanie). Naftali Bienes Wasserman est un commerçant.
Elchonon Wasserman a un frère, Eliyahu Tsadok Wasserman (né en 1865 à Biržai, en Lituanie et mort le 7 février 1942 à Jérusalem, en Palestine mandataire), et une sœur, Pere Mali Ozer Brest (née à Biržai, en Lituanie et morte à Moscou).
Il épouse en 1898  Michla (Mina) Atlas, née en 1876 et morte en 1935. Elle est la fille de Meir Atlas (né en 1848 à Baisagola, Lituanie et mort le 27 janvier 1926 à Lietuva, Lituanie) et de Chiena Meir Zogerer (née en 1843 en Lituanie et morte en 1931 en Lituanie). Une sœur de Michla (Mina) Atlas, Yacha Atlas, née circa 1900 en Lituanie et morte en 1941, victime de la Shoah, à Vilnius, Lituanie, est la seconde épouse du rabbin Chaim Ozer Grodzinski, Av Beth Din de Vilnius.
Elchonon Wasserman et  Michla (Mina) Atlas sont les parents du  rabbin Simcha Wasserman, de David Wasserman (né le 6 février 1909 aux États-Unis et mort en juin 1975 à Jérusalem en Israël), de Yehuda Leib Wasserman (né en 1915 à Raduń, en Biélorussie et mort en août 1941, victime de la Shoah, à Telšiai, en Lituanie) et de  Naftali Bienes Wasserman (né en 191 à Brisk (Brest, en Biélorussie et mort le 30 octobre 1941, victime de la Shoah, au Septième Fort (Kaunas) en Lituanie).

### Études
Il fait ses études rabbiniques à la Yechiva de Telshe, en Lituanie, sous la direction des rabbins Eliezer Gordon et Shimon Shkop, puis à la Yechiva de Volozhin. Enfin, il étudie avec le rabbin Chaim Soloveitchik à Brisk (Brest) en Biélorussie.

### Yechiva Ohel Torah-Baranovich
Elchonon Wasserman devient Rosh yeshiva de la Yechiva Ohel Torah-Baranovich, où il obtint une réputation de professeur exceptionnel.

### Seconde Guerre mondiale
Il est assassiné le 6 juillet 1941 à Kaunas par les Nazis.